# Castillo de Falkenstein (Selva Negra)
El castillo de Falkenstein (literalmente: de la Roca de los halcones) está ubicado en la Selva Negra cerca de Friburgo de Brisgovia, en Baden-Wurtemberg, Alemania. En la actualidad poco se conserva. Fue construido en la primera mitad del siglo XII en la cima plana de una peña en el Höllental (literalmente: Valle del infierno) y destruido el 6 de diciembre de 1388 por los ciudadanos de Friburgo y ciudades aliadas.

## Enlaces externos

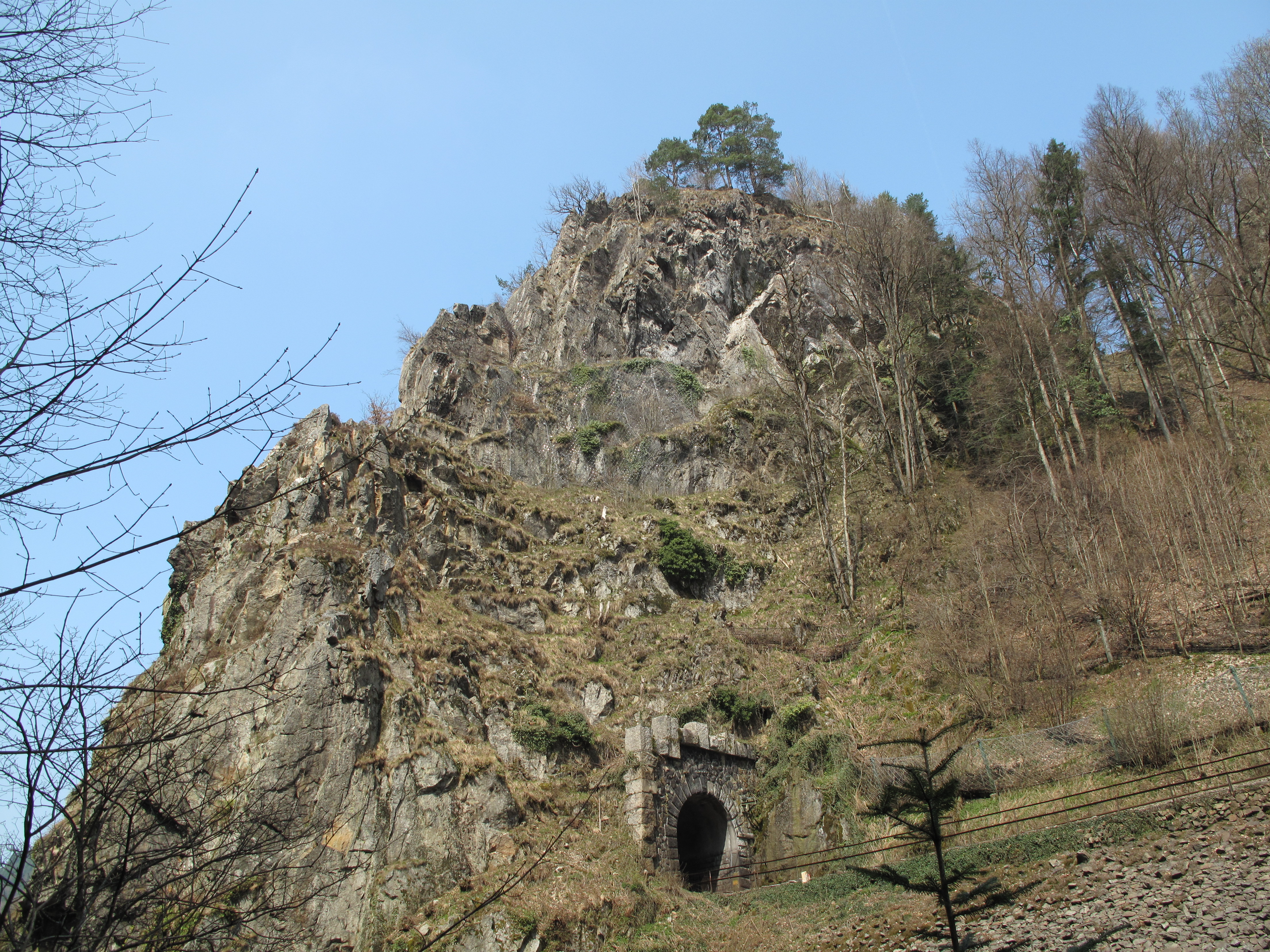
Roca del castillo